# Pravětický potok
Pravětický potok je pravostranný přítok Blanice. Pramení jihovýchodně od vsi Daměnice a do Blanice se vlévá severně od Smršťova. Svůj název nese po vsi Pravětice, kterou také protéká.

## Popis toku
Pramení jihovýchodně od vsi Daměnice. Od nádrže ve vsi se jedná již o souvislý tok, který pokračuje podél silnice severním směrem na Pravětice. Na této cestě se do něj zprava vlévá jeden nepravidelný přítok. V Pravěticích proteče rybníkem a pokračuje zatáčkou západ-sever. Zde se opět vlévá jeden nepravidelný přitok zprava. Poblíž Hrajovic tvoří hranici CHKO Blaník. Po hranici CHKO zde přitéká zprava potok, který pramení až západně od Olešné. Tento potok protéká rybníkem Louňov, který je přírodní památkou. V Hrajovicích má dva přítoky zprava a zleva a za silnicí se vlévá do rybníka. Zařezává se do terénu. Západně od Rejkovic je další přítok zprava tekoucí od Rejkovic, respektive od Býkovic. Nedaleko Bělčí hory se stočí na západ a hlubokou pobřežní vodotečí klesá do řeky Blanice.